# Three Daughters of the West
Three Daughters of the West est un film muet américain réalisé par Allan Dwan et sorti en 1911.

## Fiche technique
- Réalisation : Allan Dwan
- Date de sortie : États-Unis : 16 octobre 1911

## Distribution
- J. Warren Kerrigan : Charley Morton
- Pauline Bush : Bessie Darrows
- Jessalyn Van Trump